# Carmen Electra
Tara Leigh Patrick művésznevén: Carmen Electra (Sharonville, Ohio, 1972. április 20. –) amerikai glamour modell, színésznő, televíziós személyiség, énekes, táncos és szexszimbólum. A hírnevet a Playboy magazin címlapjával, a Baywatch című televíziós sorozattal, a Pussycat Dolls táncosaként, emellett a Horrorra akadva, a Csajozós film, a Bazi nagy film, a Spárta a köbön és a Katasztrófafilm című filmekkel szerezte. 2005 óta minden évben jelölik Arany Málna díj-ra.

## Élete
Sharonville-ben, Ohióban született Patricia énekesnő és Harry gitáros lányaként. Ír, német és cherokee származású. Az Ann Weigel Általános Iskolába járt, majd táncolni tanult a Artists Dance Táncstúdióban, Gloria J. Simpson mellett, Western Hills-ben, Cincinnati közelében. Édesanyja agydaganatban halt meg, nővére Debbie, pedig szívrohamban 1998-ban. Carmen a Princeton Középiskolában érettségizett, Sharonville-ben.

## Magánélete
1998-ban feleségül ment a kosárlabda csillaghoz Dennis Rodmanhez, Las Vegasban, Nevadában a Little Chapel of the Flowers-ben, a házasság se veled, se nélküled kapcsolat volt, amelynek 1999-ben lett vége.
2003. november 22-én ment feleségül Dave Navarróhoz a Jane’s Addiction nevű rockzenekar szólógitárosához. 2006. július 17-én Navarro bejelentette, hogy külön élnek, augusztus 10-én Carmen pedig azt, hogy elválnak, a válást február 20-án mondták ki.
2008 áprilisában képviselője megerősítette, hogy Rob Patterson, az Otep, nu metal zenekar tagja eljegyezte.

## Karrier
Karrierjét 1990-ben táncosként kezdte, majd Kaliforniába költözött, ahol egy meghallgatáson találkozott Prince-cel. Az ő javaslatára változtatta meg nevét Carmen Electrára. Prince lemezkiadó cégével, a Paisley Park Records-cal lemezszerződést írt alá. Első albuma 1993-ban jelent meg, Carmen Electra címmel. 1996 májusában a Playboy címlapján szerepelt, majd megkapta a Baywatch-ban Leilani "Lani" McKenzie szerepét, később a Baywatch – Hawaii házasság-ban is szerepelt.
Még további négy alkalommal szerepelt a Playboy-ban másodszor 1997 júniusában, a harmadszor 2000 decemberében, a negyedszer 2003 áprilisában és ötödször 2009 januárjában az évfordulós kiadásban.
1999-ben a Bloodhound Gang The Inevitable Return of the Great White Dope című videóklipjében is szerepelt.
Olyan filmekben játszott mint a Good Burger (1997), A Földlakók nemi élete (1999), a horror paródia Horrorra akadva (2000), valamint a Spárta a köbön (2008), a Horrorra akadva 4. (2006), a Bazi nagy film (2007), a Csajozós film (2006), az 1970-es években futó televíziós sorozat remake-jében a Starsky & Hutch-ban (2004), amely alakításáért az MTV Movie Award - „Legjobb csók” kategóriában díjat is nyert és a Tucatjával olcsóbb 2.-ben.
2009. november 24-én jelent meg második albuma C-17 (Carmen & The One Seven Album) címmel.

## Karitatív munka

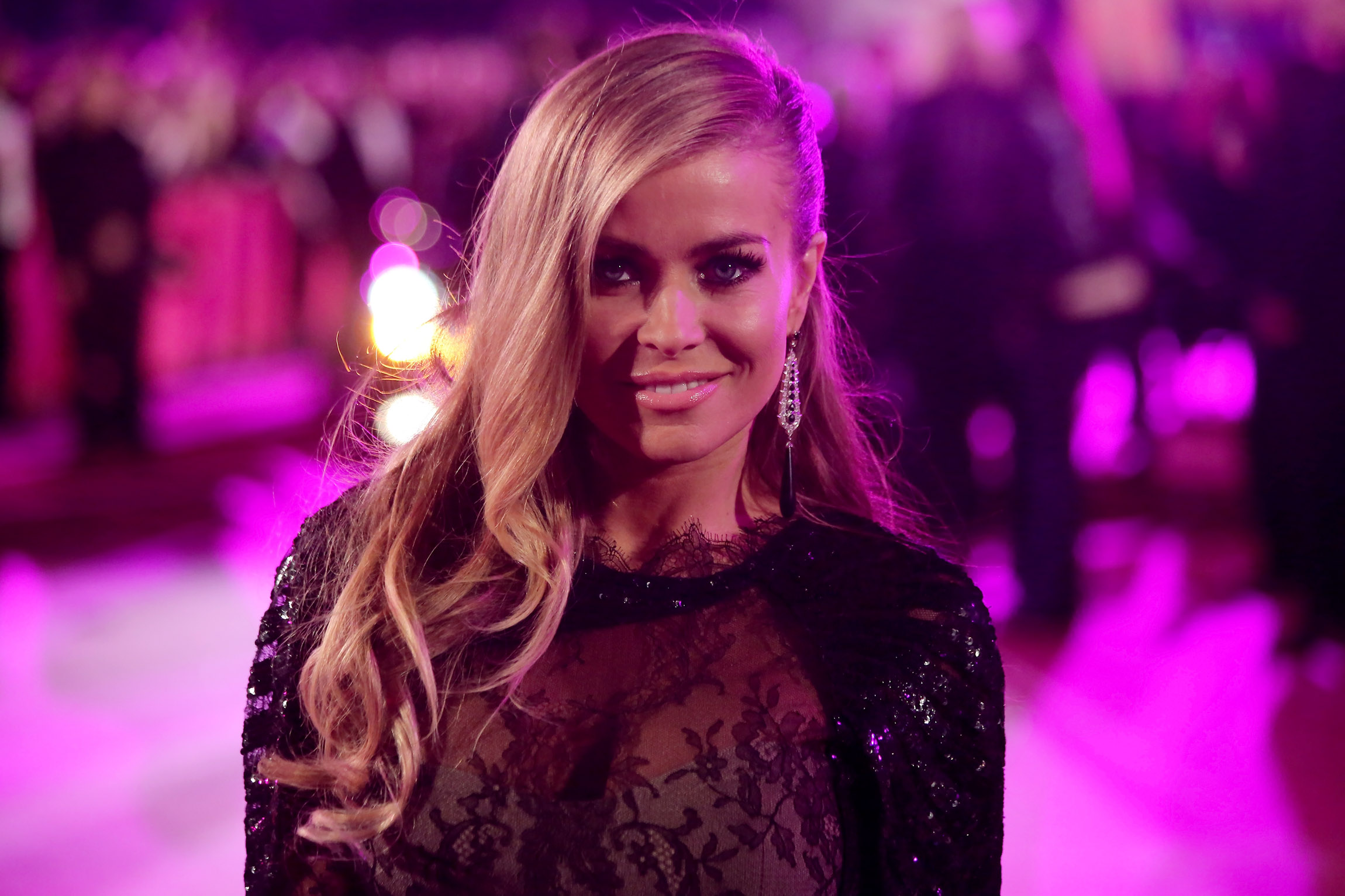
A 2013-as Life Ball-on Bécsben

Hollywood adománygyűjtő szervezetének vezetője, ez a nonprofit szervezetet támogatást nyújt agydaganatban szenvedőknek. Támogatja a Hope nevű jótékonysági szervezetet, amely a bántalmazott és elhagyott gyermekeknek segít.

## Diszkográfia
- Carmen Electra (1993)
- C-17 (Carmen & The One Seven Album) (2009)

## Filmjei
| Év   | Cím                                                    | Eredeti cím                               | Szerep              | Magyar hangja   |
| ---- | ------------------------------------------------------ | ----------------------------------------- | ------------------- | --------------- |
| 2012 | Kétfejű cápa                                           | 2-Headed Shark Attack                     | Anne Babish         |                 |
| 2008 | Katasztrófafilm                                        | Disaster Movie                            | Gyönyörű bérgyilkos | Nyírő Eszter    |
| 2008 | Spárta a köbön                                         | Meet the Spartans                         | Margo királynő      | Hámori Eszter   |
| 2007 | Bazi nagy film                                         | Epic Movie                                | Mystique            | Törtei Tünde    |
| 2007 | Cukrosnéni                                             | I Want Candy                              | Candy               | Peller Anna     |
| 2007 | Karácsonyi csoda                                       | Christmas in Wonderland                   | Ginger Peachum      |                 |
| 2006 | Csajozós film                                          | Date Movie                                | Anne                | Mahó Andrea     |
| 2006 | American Dreamz                                        | American Dreamz                           | Önmaga              | Nyírő Eszter    |
| 2006 | Horrorra akadva 4.                                     | Scary Movie 4                             | Holly               | Pap Katalin     |
| 2006 | Szamba-hajsza                                          | Hot Tamale                                | Riley               |                 |
| 2005 | Pasit fogtam, nem ereszt                               | Getting Played                            | Lauren              |                 |
| 2005 | Tucatjával olcsóbb 2.                                  | Cheaper by the Dozen 2                    | Sarina Murtaugh     | Kökényessy Ági  |
| 2005 | Piszkos szerelem                                       | Dirty Love                                | Michelle Lopez      |                 |
| 2004 | Max Havoc és a sárkány átka                            | Max Havoc: Curse of the Dragon            | Debbie              | Sánta Annamária |
| 2004 | Starsky és Hutch                                       | Starsky & Hutch                           | Staci               | Zsigmond Tamara |
| 2004 | Szörnyek szigete                                       | Monster Island                            | Önmaga              |                 |
| 2004 | Zűrutazók                                              | Tripping the Rift                         | Six                 |                 |
| 2004 |                                                        | 30 Days Until I'm Famous                  | Pauline             |                 |
| 2003 | A főnököm lánya                                        | My Boss's Daughter                        | Tina                | Keönch Anna     |
| 2002 |                                                        | Whacked!                                  | Laura               |                 |
| 2002 | Kipurcant a főbérlőnk!                                 | Rent Control (Aunt Agatha's Apartment)    | Audrey              |                 |
| 2001 | Kihevered, haver!                                      | Get Over It                               | Moira úrnő          | n.a             |
| 2000 | Horrorra akadva, avagy tudom, kit ettél tavaly nyárson | Scary Movie                               | Drew Decker         | Oroszlán Szonja |
| 1999 | A Földlakók nemi élete                                 | The Mating Habits of the Earthbound Human | Jenny Smith         | Biró Anikó      |
| 1998 | Sztár a lelke mindennek                                | Starstruck                                | Iona Shirley        |                 |
| 1998 | Baywatch                                               | Baywatch                                  | Lani McKenzie       | Roatis Andrea   |
| 1997 | Hamm Burger                                            | Good Burger                               | Roxanne             | Csomor Csilla   |

## Díjak, jelölések
- Starsky & Hutch (2004)

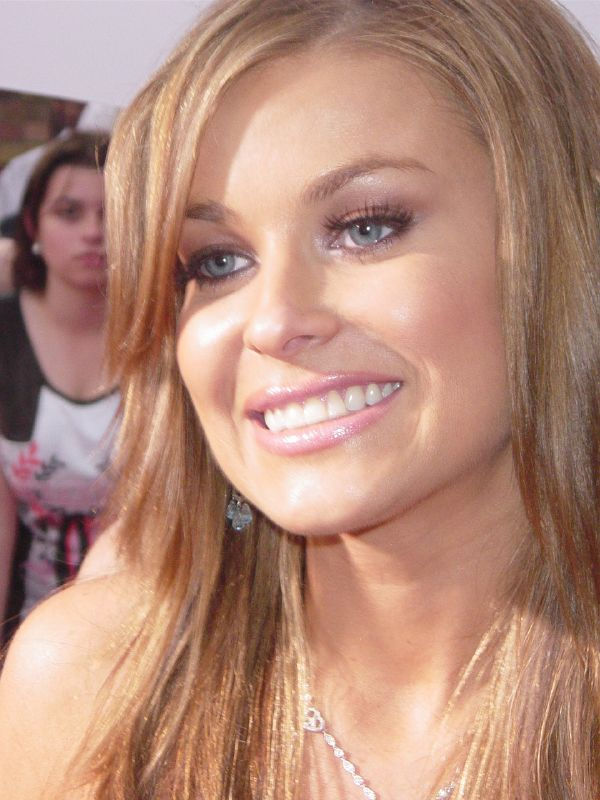
Sydney, 2005

  - MTV Movie Award - Legjobb csók kategória
  - Arany Málna-jelölés - Legrosszabb női mellékszereplő
- Dirty Love (2005)
  - Arany Málna-jelölés - Legrosszabb női mellékszereplő
- Csajozós film (2006)
  - Arany Málna díj - Legrosszabb női mellékszereplő
- Horrorra akadva 4. (2006)
  - Arany Málna-jelölés - Legrosszabb női mellékszereplő
- Bazi nagy film (2008)
  - Arany Málna-jelölés - Legrosszabb női mellékszereplő
- Spárta a köbön (2008)
  - Arany Málna-jelölés - Legrosszabb női mellékszereplő
- Katasztrófafilm (2008)
  - Arany Málna-jelölés - Legrosszabb női mellékszereplő

## Fordítás
- Ez a szócikk részben vagy egészben  a   Carmen Electra című angol Wikipédia-szócikk fordításán alapul.  Az eredeti cikk szerkesztőit annak laptörténete sorolja fel. Ez a jelzés csupán a megfogalmazás eredetét és a szerzői jogokat jelzi, nem szolgál a cikkben szereplő információk forrásmegjelöléseként.